# 大連市沙河口區人民法院
大连市沙河口区人民法院是中华人民共和国辽宁省大连市的基层法院。

## 沿革
旅大市沙河口区人民法院成立于1953年7月15日，1981年3月9日更名为大连市沙河口区人民法院。